# 河津市
河津市（かしん-し）は、中華人民共和国山西省運城市に位置する県級市。汾河が黄河に合流する地点にある。黄河の対岸には陝西省韓城市が広がっている。

## 地理
河津市域内の地勢は平坦で、汾河の両岸はその中でも低地となっている。年平均気温は13度、降水量は502ミリメートル。

## 歴史
春秋時代には「耿」と称し、晋国に属した。前221年、秦朝により設置された皮氏県を前身とする。南北朝時代になると446年（太平真君7年）、北魏により竜門県、1120年（宣和2年）には宋代により黄河の主要な港（津）であったことから河津県と改称された。
1958年に廃止され稷山県に編入されたが、1962年に再設置された。1994年に県級市に昇格し河津市と改編、現在に至る。

## 行政区画
- 街道:城区街道、清澗街道、趙家荘街道、陽村街道
- 鎮:樊村鎮、僧楼鎮
- 郷:小梁郷、柴家郷、下化郷

## 経済
農業はコムギ、綿花、リンゴ、落花生などが主産品である。鉱業では石炭の埋蔵量が多く、周辺ではアルミニウムも産する。また水源も豊富なため、アジア最大級の酸化アルミニウム（アルミナ）工場であり中国鋁業公司（中国アルミ、CHINALCO）に属している山西鋁廠が立地する。また130万キロワットの発電量を誇る河津発電所（電廠）もあるため、電解アルミニウムの生産を行う条件も揃っており、アルミを中心としたコンビナートが形成されている。このほか、製鉄、コークス、建築などの工業も立地している。